# ルーヴェン
ルーヴェン（オランダ語：Leuven [ˈl̪øːvə(n̪)] ( 音声ファイル)  発音例（ルーフェ（ン）、レーヴェ（ン）など）、フランス語：Louvain [luvɛ̃]  発音例（ルーヴァンまたはルヴァン））は、ベルギーのフラームス＝ブラバント州の州都である。現在の市街地は歴史上のルーヴェン市域と隣接したヘーヴェルレー（Heverlee）、ケッセル＝ロー（Kessel-Lo）、コルベーク＝ロー（Korbeek-Lo）の一部、ウィルセレ（Wilsele）、ウェイクマール（Wijgmaal） を含んでいる。人口は102,126人（2020年1月1日）。広さは56.63km2あり、1km2あたり1803.39人の人口密度である。

## 歴史
891年、西ローマ皇帝（東フランク王）アルヌルフがヴァイキング軍を打ち破ったとき、Loven として言及されたのにはじまる。伝説によればその赤、白、赤の紋章は、戦闘後の血に染まったデイレ川の岸辺を描いたものだという。デイレ河畔にあり、またブラバント公の要塞への近さのために、11世紀から14世紀にかけて、ルーヴェンは公領における商業の最も重要な拠点となった。織物生産の拠点としての以前の都市の重要性の一端は、14世紀から15世紀の文章で lewyn（外には: Leuwyn, Levyne, Lewan(e), Lovanium, Louvain）として知られる典型的なルーヴェンのリネンによく反映されている。
15世紀、低地地方で最も大きくかつ最も古い大学の創設と共に、新しい黄金時代が幕を開けた。1425年創立のルーヴェン・カトリック大学 (Katholieke Universiteit Leuven, K. U. ルーヴェン) である。
18世紀になり、のちに Interbrew として世界最大になる醸造所（2004年に InBev に改称）の繁栄もあって、ルーヴェンの重要性は増した。InBev本社とステラ・アルトア醸造所は実際、鉄道駅からメヘレンへの運河にいたる、市街の北東部の大分を占めている。
20世紀、この町は2度の世界大戦によって重大な損害を受けた。第一次世界大戦の緒戦において侵入したドイツ軍はルーヴェンで虐殺をなし、市街やルーヴェン・カトリック大学の図書館を焼き払った。また、図書館は大戦の終了後、アメリカの義捐基金およびドイツからの賠償金によって完全に再建された。この際に連合国諸国を記念する意匠を加えて造られたが、日本も連合国であったため含まれている。
第二次世界大戦が拡大した1940年5月17日、ルーヴェンはドイツ軍の包囲攻撃を受けて再び陥落した。
この際、ドイツ軍は市街にはほとんど手をつけずに図書館をのみ放火した。図書館は再度立て直され、悲惨な戦争の象徴として立っている。現在はルーヴェン・カトリック大学や同大学設立による研究所であるInteruniversity Microelectronics Centre (IMEC) など研究施設があるため、学術都市として有名となっている。

## 見所
- ルーヴェン市庁舎（英語版）:　シュルピス・ファン・フォルスト（wikidata）とヤン・ケルデルマンス（wikidata）、彼らの死後の1439〜1463年にマティウー・ド・レイアン（wikidata）により建設されたブラバント・フランボワイヤン・後期ゴシック様式の建物。柱の間には236体の彫刻が後の1850年に設置された。
- 聖ペテロ教会（英語版）:　986年に建設開始され1425-1500年にヤン・ケルデルマンス（wikidata）とマティウー・ド・レイアン（wikidata）の手により完成されたゴシック建築教会。50mの主塔にはカリヨンがある。1999年ユネスコの世界遺産ベルギーとフランスの鐘楼群に認定された。
- 大ベギン会修道院（英語版）:　1998年ユネスコの世界遺産フランドル地方のベギン会修道院群に認定された。
- ルーヴェン・カトリック大学図書館
- フォンスケ（フランス語版）：　市中心部にある彫刻。学問（大学）とビールを象徴する「知恵の噴水」。読書をしながらグラスから水（酒）を頭に流している。まさにルーヴァンにおける小便小僧である。
- アレンベルグ城（ルーヴェン・カトリック大学のキャンパスとなっている）

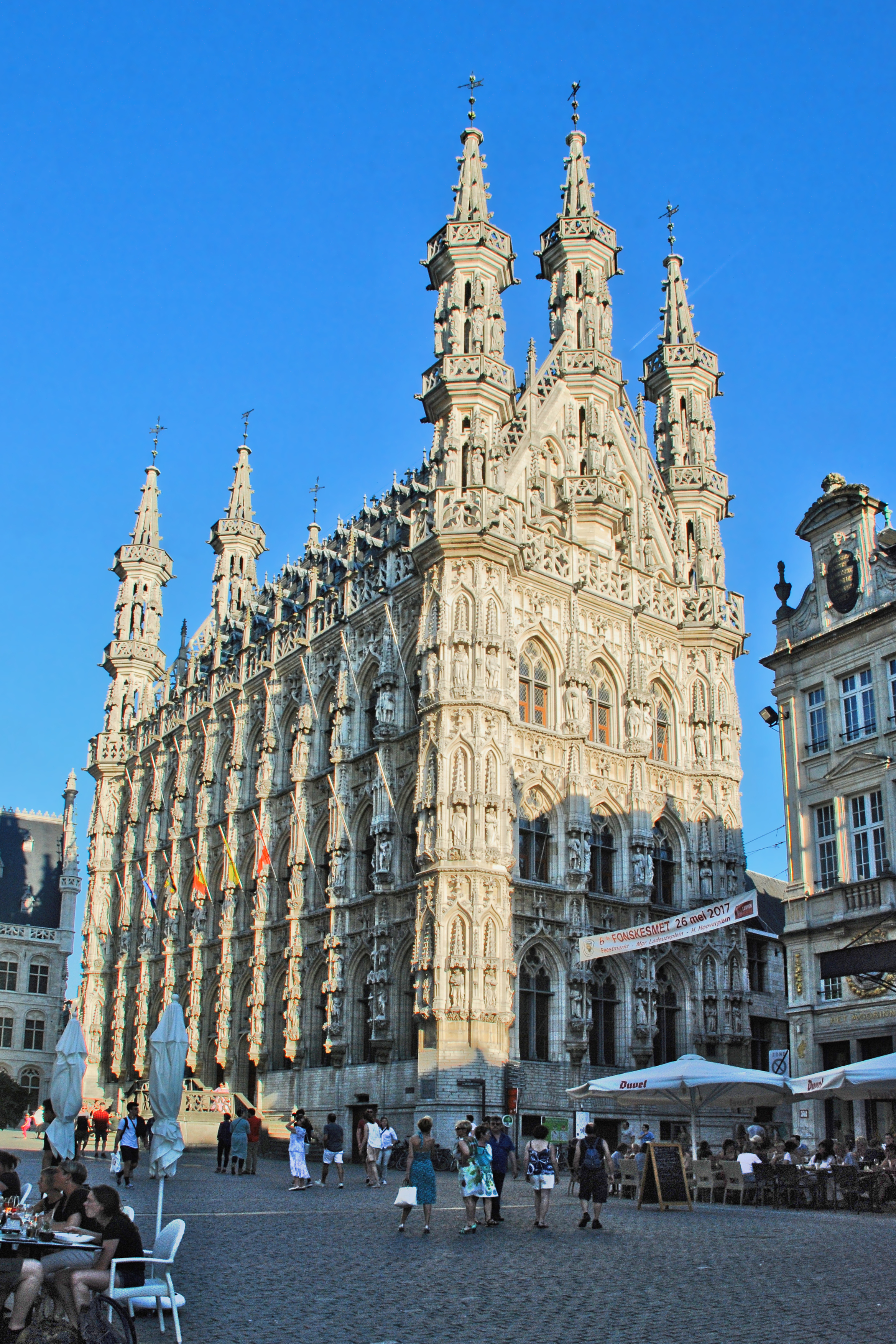
ルーヴェン市庁舎
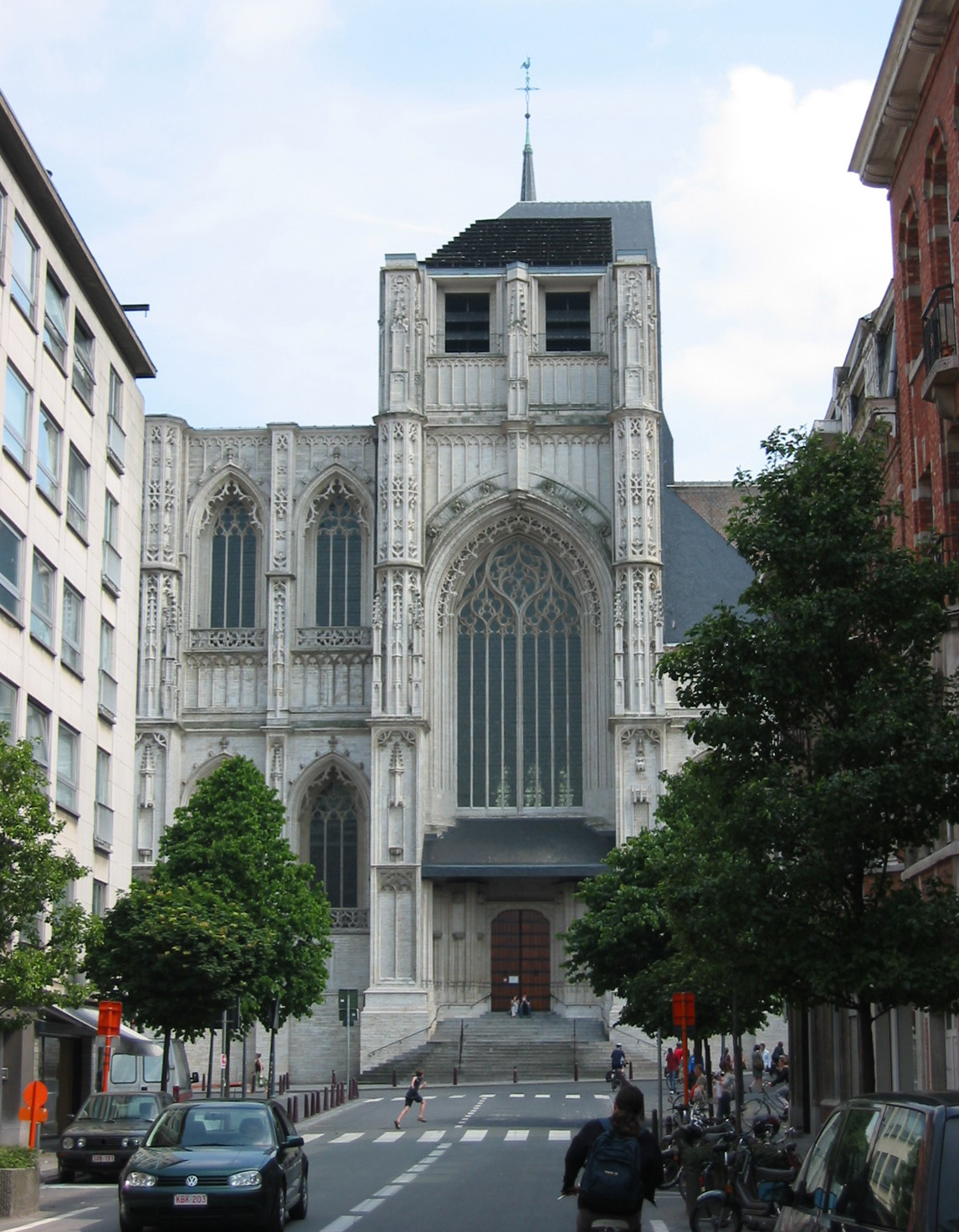
聖ペテロ教会
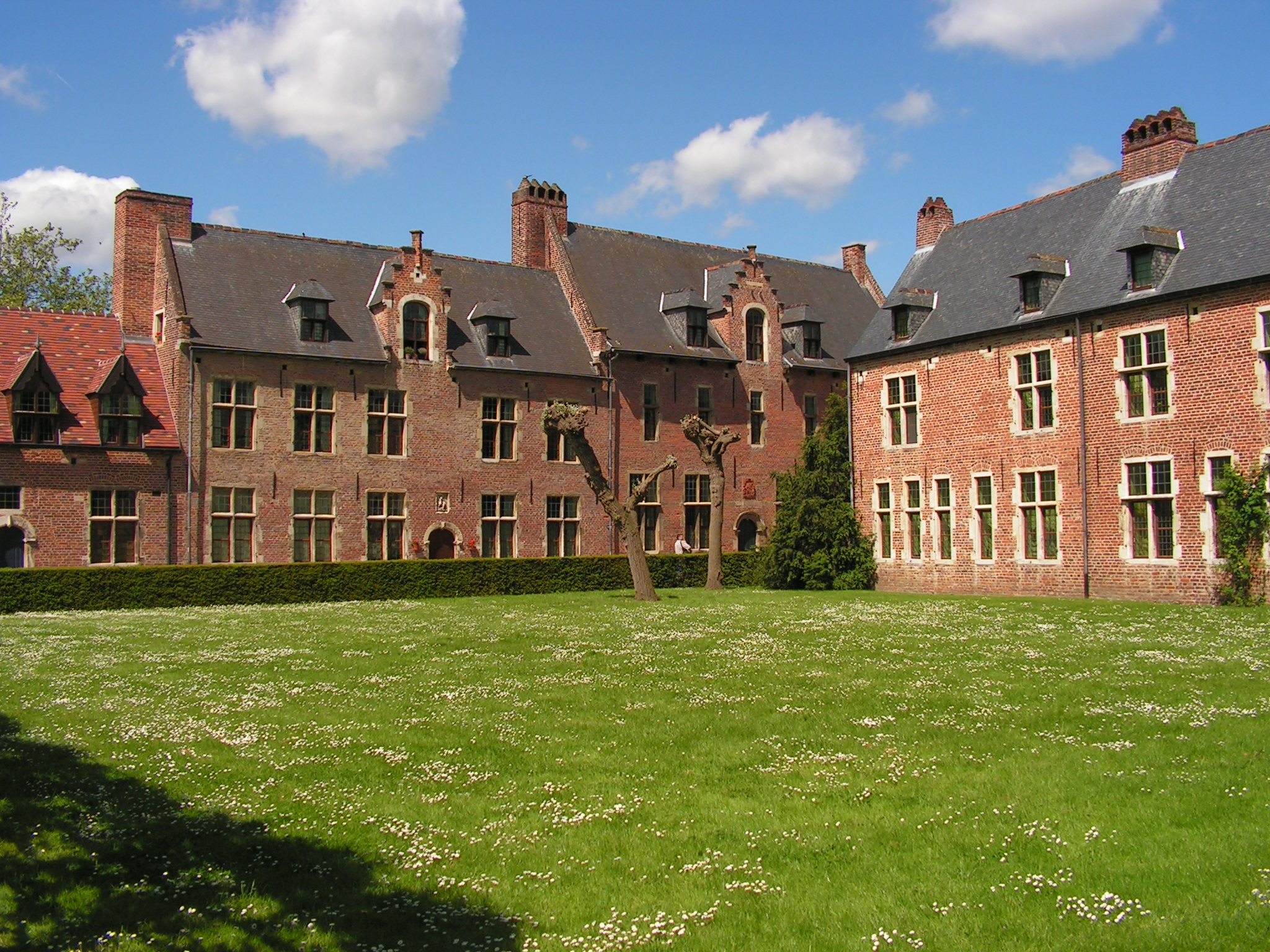
ルーヴェンのベギン会修道院
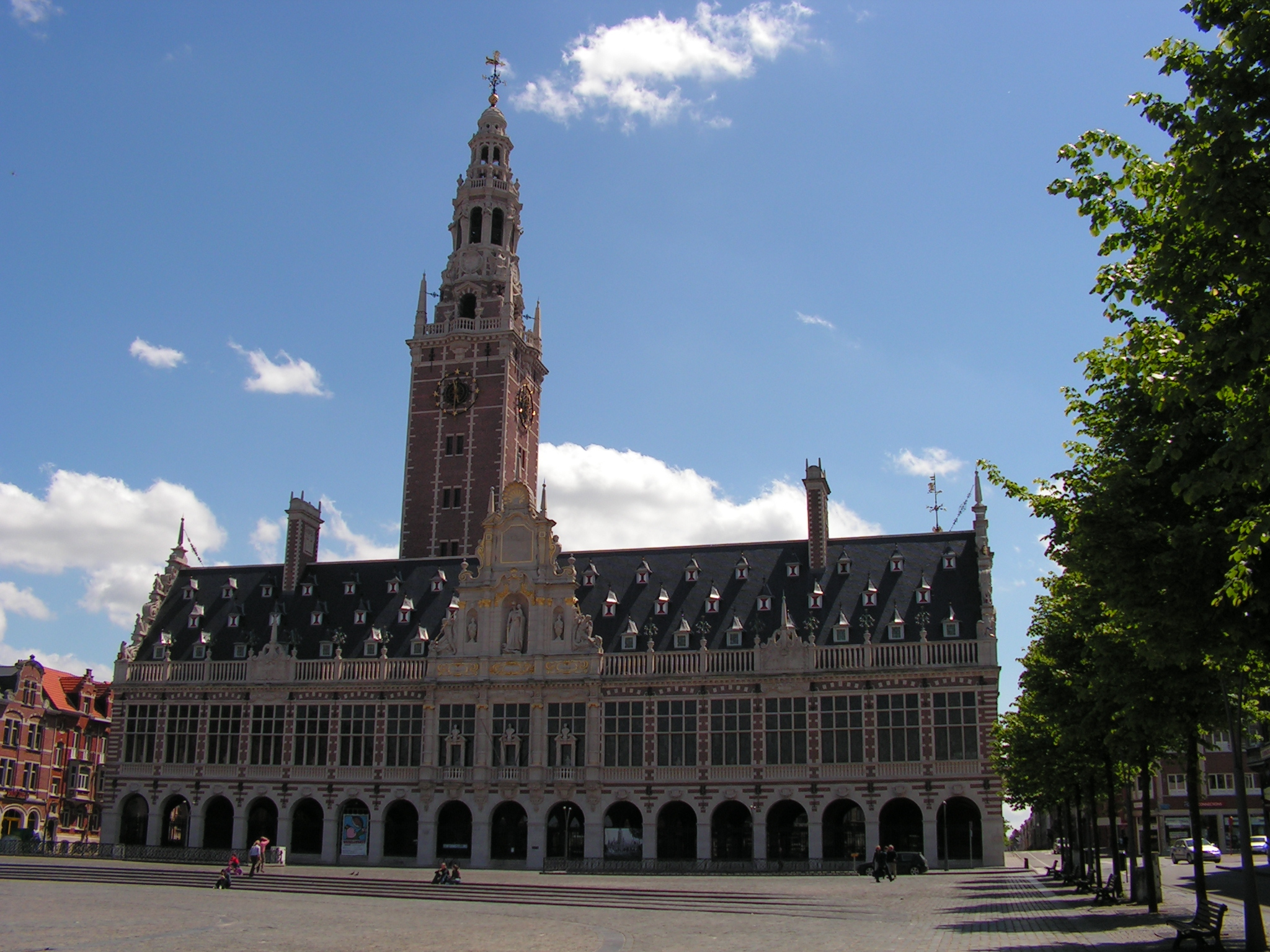
ルーヴェン・カトリック大学図書館

## 主な施設
- レメンス音楽院（Lemmens-Institut）

## スポーツ
- OHルーヴェン - サッカークラブ

## 出身著名人
- ドリース・メルテンス - サッカー選手
- エリーズ・メルテンス - テニス選手

## 姉妹都市
- － デン・ボス (オランダ)
- － クラクフ (ポーランド)
- － リューデンシャイト (ドイツ)
- － レンヌ（フランス）
- － 台南（台湾）

## 日本との関係

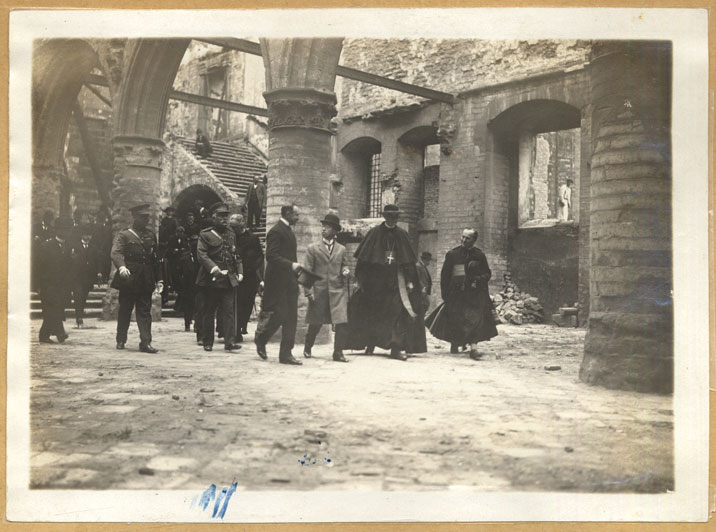
ルーヴェン大学図書館に立ち寄った皇太子裕仁親王

1921年に皇太子時代の昭和天皇が訪問した。